# Провинција Консепсион (Чиле)
Провинција Консепсион (шп. Provincia de Concepción) је провинција у регије Биобио, Чиле. Површина провинције износи 3.439 km². У самом провинцију је, према процјени из 2002. године, живјело 912.889 становника. Просјечна густина становништва износи 265,45 становника/km². Главни град провинције је Консепсион.